# Gearingklasse

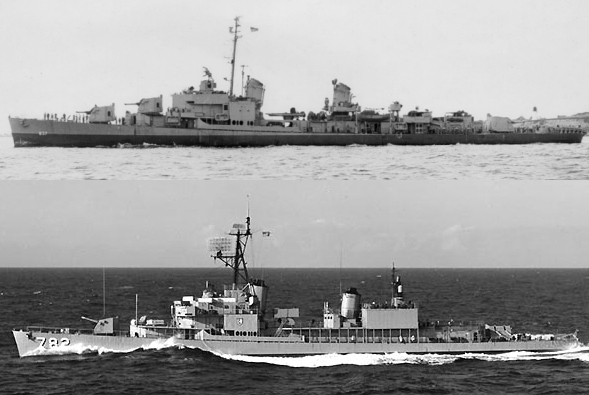
Gearingklasse schepen voor (boven) en na FRAM I aanpassingen (onder)

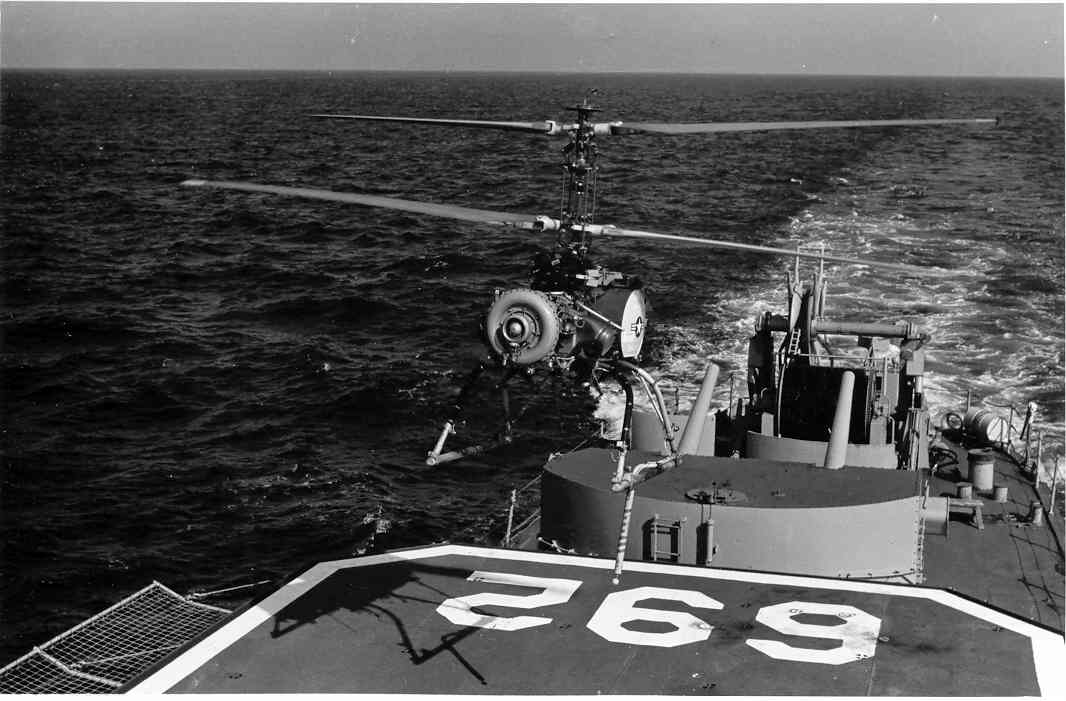
Onbemande anti-onderzeeboot helikopter QH-50C DASH

De Gearingklasse omvatte 98 torpedobootjagers ontstond aan het eind van de Tweede Wereldoorlog toen de Amerikaanse marine behoefte had aan een groter bereik en betere luchtafweercapaciteiten dan de torpedobootjagers van Allen M. Sumnerklasse. Dat lukte door het toevoegen van 4 meter lengte in het midden van het schip waardoor grotere brandstoftanks mogelijk waren.

## Beschrijving
De kiel van het eerste schip in deze klasse werd gelegd in augustus 1944 en het laatste exemplaar werd in augustus 1946 tewatergelaten. In totaal zijn 98 schepen geproduceerd. Het was de opvolger van de Sumnerklasse die in de periode 1943 tot 1945 op diverse scheepwerven in het land was gebouwd. Het belangrijkste verschil tussen beide klassen was een verlening van de romp met vier meter waardoor meer ruimte beschikbaar was voor brandstoftanks. Het actieradius werd vergroot hetgeen van belang was gezien de grote afstanden op de Stille Oceaan. De schepen kregen een bereik van 4500 zeemijl (ca. 8300 km) bij een snelheid van 20 knopen.
De bewapening was ongewijzigd met zes 5-inch(127mm)-kanonnen, 12 Bofors 40mm-kanonnen en 11 Oerlikon 20mm-kanonnen. Door de dreiging van kamikaze aanvallen werden de torpedolanceerbuizen vervangen door extra luchtafweergeschut.

## FRAM I upgrade
Eind jaren '50 ondergingen een groot deel van de Gearingklasse een grote modernisatie, bekend als FRAM I (Fleet Rehabilitation and Modernization), wat erop gericht was de schepen meer geschikt te maken voor onderzeebootbestrijding (ASW) dan tegen vijandelijke luchtaanvallen (AA).
Het FRAM I programma was primair voor de Gearingklasse ontwikkeld. Deze upgrade behelsde onder meer de ombouw van de opbouw, motoren, elektronische systemen, radar, sonar en wapens. Het achterste dubbelloops 127 mm-kanon werd verwijderd. Verbeterde systemen waren onder meer de SQS-23 sonar, SPS-10 oppervlakteradar, 2× drievoudige Mk 32 torpedobuizen, 8-cels Anti-Submarine Rocket (ASROC) lanceerder en QH-50C DASH ASW helikopter met landingsplaats en hangar.
De QH-50C DASH was een onbemande anti-onderzeeboot helikopter, op afstand bestuurd vanaf het schip. De drone kon 2 Mk 44 torpedo's meenemen. In die tijd had de ASROC een bereik van 9 km, maar de DASH drone liet het schip ASW aanvallen tot 41 km weg.
Een verbeterde versie van de DASH, de QH-50D, bleef in dienst van de United States Army tot mei 2006.

## FRAM II upgrade
Het FRAM II programma was ontworpen voor de Sumnerklasse destroyer, maar werd ook gebruikt voor de Gearingklasse. Dit programma behelsde onder meer een levensverlenging, nieuw radarsysteem, Mk 32 torpedo's, DASH ASW drone en, belangrijkst, een nieuwe variabele dieptesonar.

## Chao Yangklasse
Nadat de Gearingklasse uit dienst ging werden de meesten verkocht aan het buitenland, waaronder een tiental aan de ROCN (Marine van de Republiek China) in Taiwan. De ROCN waardeerde deze schepen op onder de Wu Chin I, II en III programma's en nam ze in dienst als Chao yang' klasse.

## Overgebleven schepen
Van de klasse zijn twee schepen overgebleven. De USS Joseph P. Kennedy Jr maakt deel uit van het scheepvaartmuseum Battleship Cove in Fall River. De USS Orleck ligt in Lake Charles in de Amerikaanse staat Louisiana.